# ロベルト・ラモス
ロベルト・ラモス (Roberto Ramos , 1994年12月28日 - ) は、メキシコのソノラ州エルモシージョ出身のプロ野球選手 (一塁手) 。右投左打。メキシカンリーグのメキシコシティ・レッドデビルズ所属。
KBOリーグ・LGツインズの歴代最多シーズン本塁打記録を持つ。

## 経歴

### プロ入り前
高校時代に2013年のMLBドラフトで指名がなかったため、キャニオンズ大学に進学した。

### プロ入りとロッキーズ傘下時代
2014年のMLBドラフト16巡目 (全体473位) でコロラド・ロッキーズから指名されプロ入り。傘下のA-級トリシティ・ダストデビルズでプロデビューし、その後ルーキー級グランドジャンクション・ロッキーズに送られた。この年は2チーム合計で39試合に出場して打率.213、3本塁打、17打点の成績を記録した。
2015年はルーキー級グランドジャンクションで開幕を迎え、6月にA級アッシュビル・ツーリスツに昇格。2チーム合計で55試合に出場して打率.332、15本塁打、50打点の成績を記録した。
2016年もルーキー級グランドジャンクションで開幕を迎え、シーズン途中にA+級モデスト・ナッツに昇格。故障による3ヶ月の離脱があったが、2チーム合計で32試合に出場して打率.304、7本塁打、32打点の成績を記録した。
2017年はA+級ランカスター・ジェットホークスで1年間プレーし、122試合に出場して打率.297、13本塁打、68打点の成績を記録した。
2018年はA+級ランカスターで開幕を迎えた。カリフォルニアリーグのオールスターに選出され、ホームランダービーで優勝を飾った。その後6月にAA級ハートフォード・ヤードゴーツに昇格。2チーム合計で121試合に出場して打率.269、32本塁打、77打点の成績を記録した。
2019年はAAA級アルバカーキ・アイソトープスで1年間プレーし、パシフィックコーストリーグのオールスターに選出された。シーズンでは127試合に出場して打率.309、30本塁打、105打点と好成績を記録したが、メジャーに昇格することはなかった。オフにはアリゾナ・フォールリーグのソルトリバー・ラフターズでもプレーした。

### 韓国・LG時代
2020年1月21日にラモスの保有権がKBOリーグのLGツインズに譲渡され、翌日にLGと50万ドルの単年契約を結んだことが発表された。シーズンでは117試合に出場して打率.278、38本塁打、86打点の成績を記録した。本塁打はメル・ロハス・ジュニアに次ぐリーグ2位で、球団の歴代最多シーズン本塁打記録を更新した。オフの12月22日にLGと再契約した。
2021年は開幕から打率・本塁打数ともに低迷し、更に6月8日の試合を最後に腰の負傷により欠場に入ると、ジャスティン・ボーアの獲得に伴い6月29日にウェーバー公示された。

### レッドソックス傘下時代
2022年2月9日にボストン・レッドソックスとマイナー契約を結び、スプリングトレーニングに招待選手として参加することになった。6月27日に自由契約となった。

### メキシカンリーグ時代
2022年7月3日にメキシカンリーグのメキシコシティ・レッドデビルズと契約した。

## 詳細情報

### 年度別打撃成績
| 年 度    | 球 団    | 試 合 | 打 席 | 打 数 | 得 点 | 安 打 | 二 塁 打 | 三 塁 打 | 本 塁 打 | 塁 打 | 打 点 | 盗 塁 | 盗 塁 死 | 犠 打 | 犠 飛 | 四 球 | 敬 遠 | 死 球 | 三 振 | 併 殺 打 | 打 率 | 出 塁 率 | 長 打 率 | O P S |
| -------- | -------- | ----- | ----- | ----- | ----- | ----- | -------- | -------- | -------- | ----- | ----- | ----- | -------- | ----- | ----- | ----- | ----- | ----- | ----- | -------- | ----- | -------- | -------- | ----- |
| 2020     | LG       | 117   | 494   | 431   | 74    | 120   | 17       | 2        | 38       | 255   | 86    | 2     | 0        | 0     | 4     | 55    | 5     | 4     | 136   | 7        | .278  | .362     | .592     | .954  |
| 2021     | LG       | 51    | 205   | 185   | 14    | 45    | 7        | 1        | 8        | 78    | 25    | 0     | 0        | 0     | 0     | 18    | 0     | 0     | 43    | 2        | .243  | .317     | .422     | .739  |
| KBO：2年 | KBO：2年 | 168   | 699   | 616   | 88    | 165   | 24       | 3        | 46       | 333   | 111   | 2     | 0        | 0     | 4     | 73    | 5     | 4     | 179   | 9        | .268  | .349     | .541     | .890  |

- 2021年度シーズン終了時

### 背番号
- 65 (2020年 - 同年途中)
- 44 (2020年途中 - 2021年)